# Великі Цепцевичі
Великі Цепце́вичі — село в Антонівській сільській громаді Вараського району Рівненської області України. Населення становить 2837 осіб.

## Історія
У письмових джерелах село вперше згадується у 1577 році.
Село зростало поступово. Згідно з податковими реєстрами у 1629 році тут налічувалось 94 дими з населенням близько 600 чоловік. Власники часто перепродували його, що призводило до більшого закріпачення селян. Особливої гостроти ця боротьба набула під час визвольної війни українського народу 1648—1657 рр. Доведені до відчаю жителі Великих Цепцевичів не раз повставали. Такий виступ стався, зокрема, у березні 1648 року. В цій боротьбі брали участь і жінки села. В серпні 1649 року повстанці напали на Цепцевицький хутір й розгромили панський маєток.
Коли закінчилася визвольна війна, Великі Цепцевичі залишились у складі Польщі. Село майже не зростало. У 1775 році тут налічувалось 100 будинків.
Після 1795 року Великі Цепцевичі увійшли до складу Волинського воєводства, а з 1797 — Луцького повіту Волинської губернії Росії.
27 червня 1831 року поблизу села зазнав поразки загін польських повстанців, у якому були й жителі Великих Цепцевичів.
У 1851 році поміщик І. Млодзяновський відкрив у Великих Цепцевичах винокурний завод.
Реформа 1861 року не поліпшила економічного становища селян. Великі Цепцевичі лишалися глухим селом, віддаленим від губернського центру на 300, а від повітового — на 112 верст. Про це писали в кінці XIX ст. два етнографи — В. А. Мошков та Л. М. Фельдман, які відвідали село, збираючи етнографічний матеріал. За реформою 1861 року селяни мали викупити в поміщика 211 десятин землі, в основному піщаної або болотної, та й за цю землю слід було сплатити 707 крб. 50 коп. Тимчасом поміщик мав 4476 десятин кращої землі.
Етнографи описали село та зібрали цікавий матеріал з життя й побуту селян. Село простягалося довгою стрічкою обабіч шляху. Хатки невеличкі, курні, з несиметрично розставленими маленькими підсліпуватими вікнами. Селянський одяг і взуття в основному саморобні: постоли й чоботи, свитки — білі, сірі, бурі прикрашалися кольоровими шнурками, саморобні шапки і картузи.
Невеличку парафіяльну школу, яка містилася в приватній хаті, відкрили тут у 1882 році.
Станом на 1885 рік у колишньому власницькому селі Городецької волості Луцького повіту Волинської губернії мешкало 750 осіб, налічувалось 83 двори, існували православна церква, постоялий будинок, водяний млин.
За переписом 1897 року кількість мешканців зросла до 1209 осіб (565 чоловічої статі та 644 — жіночої), з яких 103 — протестантської віри.
Процес дроблення селянських господарств відбувався швидко. З 1900 по 1909 рік кількість господарств зросла з 160 до 226. Населення за цей час збільшилось з 1209 до 1533 чоловік. Відповідно кількість землі у середньому на селянське господарство зменшувалась.
Поміщик А. Понятовський вимагав від Луцької повітової землевпорядної комісії у 1913 році виділити селянину Н. Ю. Кусковцю землю в іншому місці, бо його земля клаптиком «врізалася» у поміщицькі володіння.
З початком Першої світової війни більшість працездатних чоловіків віком до 50 років була мобілізована. З травня 1915 року Західну Волинь окупували австрійські та німецькі війська.
Під час визвольних змагань влада в селі декілька раз переходила з рук в руки.
За Ризьким мирним договором західноукраїнські землі увійшли до складу Польщі.
В кінці грудня 1943 року в селі був бій між УПА та угорськими військами під час якого українські партизани зазнали значних втрат і були змушені відступити. У відповідь гонведи спалили кілька садиб у селі та розпочали репресії проти мирних жителів.

## Населення
За переписом населення 2001 року в селі мешкало 2 818 осіб.

### Мова
Розподіл населення за рідною мовою за даними перепису 2001 року:
| Мова       | Відсоток |
| ---------- | -------- |
| українська | 99,12 %  |
| російська  | 0,78 %   |
| білоруська | 0,04 %   |
| польська   | 0,04 %   |

## Великоцепцевицька публічно-шкільна бібліотека
Бібліотека вперше згадується в літературних джерелах у 1939 році. Це була хата — читальня, книг нараховувалось 200 екземплярів. Завідувала хатою-читальнею господарка хати на ім'я Ганна. Там знаходились книги революційного характеру російською мовою. В роки Великоїх Вітчизняної війни хату-читальню разом з господаркою спалили. В 50-х роках бібліотеку розмістили в старому клубі. На той час там працювала Марія Миколаївна Дейнек, вона вміла добре писати і читати. Книг в бібліотеці було 500 екземплярів. Марія Дейнек пропрацювала рік, після неї бібліотекарем став Василь Зотович Росошик, який пропрацював 2 роки. У 1953 році бібліотекарем стала Юсин Віра Степанівна. Поступово бібліотека поповнювалась книгами.
У 1957 році в сільській бібліотеці стала працювати Ганна Мацібора, пізніше Галина Лосік. З 1964 по 1972 рік бібліотекарем була Олександра Іванівна Оштук. З 1967 року в бібліотеці працювала Надія Микитівна Мацелик. На той час книжковий фонд нараховував 11 тисяч книг, надходило багато періодики. Бібліотека мала філіал в Теклівці. Там Олександра Іванівна працювала один раз на тиждень, фонд становив 2 тисячі книг.
В 1989 році знову було введено другу одиницю, і працювати в бібліотеку прийшла Доминікін РаЇса Дмитрівна, яка стала завідувачкою бібліотеки після виходу на пенсію Мацелик Надії Микитівни.
У 2002 році було проведено реорганізацію бібліотек. Сільську та шкільну бібліотеки було об'єднано в публічно-шкільну бібліотеку. Завідувачкою Великоцепцевицької публічно-шкільної бібліотеки залишилась і працює по даний час Доминікін Р. Д., а бібліотекарем працювала Самулік Т. П.,потім Кібиш Т. М.,а з серпня 2009 року — Кірдей Т. М. Шкільна бібліотека спочатку була розміщена у приміщені Великоцепцевицької загальноосвітньої школи, потім у колишній попівській хаті.
У 2009 році в одному з приміщень, де знаходилась колись кіноустановка, був проведений ремонт. Весь книжковий фонд з шкільної бібліотеки, а це 14815 екземплярів книг, був перенесений в одне приміщення.
На даний час фонд бібліотеки становить понад 36000 примірників книг, 8 назв періодики. Бібліотека обслуговує 1005 читачів –в. ч. 660 учнів, постійно вивчає читацькі запити і на основі їх планує свою роботу.
В листопаді 2010 році взявши участь і вигравши проект конкурсу програми «Бібліоміст» бібліотека отримала три комп'ютери, принтер, сканер, вебкамери, навушники та безкоштовний доступ до Інтернет.

## Археологічні знахідки
На території села знайдено кам'яні сокири, кременевий серп та інші знаряддя праці доби бронзи. На околицях Великих Цепцевичів збереглося кілька курганів.